# Kohoutov (okres Trutnov)
Obec Kohoutov (něm. Koken) se nachází v okrese Trutnov, kraj Královéhradecký, zhruba 7 km vsv. od Dvora Králové nad Labem. Kohoutov leží na jihovýchodě Krkonošského podhůří, při potoce Drahyně. V blízkosti obce, asi kilometr západně, se na okraji lesů rozkládá rybník Rabiš. Žije zde 281 obyvatel.

## Části obce
Obec představuje jednu místní část, v jejímž rámci jsou vymezeny čtyři základní sídelní jednotky:
- Kohoutov
- Nový Kohoutov
- Vyhnánov
- Kladruby

Kladruby tvoří vlastní katastrální území Kladruby u Kohoutova (3,38 km²), ostatek obce spadá do katastrálního území Kohoutov (7,41 km²).

## Historie
- První písemná zmínka o obci pochází z roku 1415 (in Kokotowye). Původně název zněl Kokotov, tj. „Kokotův, Kohoutův“ (majetek); nynější alternativní podoba je poprvé doložena k roku 1541 (ves Kohautow).[4]
- 1620, Místní sedláci se účastní bitvy na Bílé hoře, většina padla
- 1835, V obci se narodil Jan Schmitt, který se stal profesorem na vídeňské konzervatoři a vynikl jako hudební skladatel
- 1880, Zavedeno košíkářství, kterým se živilo mnoho lidí

## Pamětihodnosti
- Kostel Nanebevzetí Panny Marie. Původní školní kaple z roku 1752 byla přestavěna r. 1788 na dnešní barokní kostel. Na fasádě kostela se dochovaly sluneční hodiny s německým nápisem „Es ist später, als Du denkst. Benutze jeden Augenblick, verlorene Zeit kehrt nie zurück.“ („Je později, než si myslíš. Využij každého okamžiku, ztracený čas se nikdy nevrátí.“)[5][6]
- Sloup se sochou svatého Jana Nepomuckého z doby okolo roku 1840, před kostelem[5][6]
- Fara z doby kolem roku 1800[6]
- Bývalá obecná škola č. p. 74 z roku 1856, taktéž vedle kostela. Německý pamětní nápis na základním kameni připomíná jeho položení za účasti hraběte Mořice Sweerts-Šporka.[6] V budově dnes sídlí keramická škola – studio Jarmily Tyrnerové.
- Boží muka u lípy při polní cestě západně od vsi[6]
- Boží muka v poli z roku 1721, východně od vesnice, v prostoru mezi hřbitovem a Formanským křížem[6]
- Celbův kříž z roku 1906, jižně od vsi, po levé straně silnice do Choustníkova Hradiště[6]
- Formanský kříž za vsí, po levé straně silnice do Vyhnánova, na odbočce polní cesty[6]
- Hřbitovní kříž uprostřed hřbitova[6]
- Justův kříž na západním okraji obce, při cestě k Božím mukám u lípy[6]
- Richtrův kříž z roku 1766, v polích jz. od vsi[6]
- Schreiberův kříž z roku 1863, na sz. okraji obce, po levé straně silnice do Nového Kohoutova[6]
- Tomanův kříž z 18. století, sv. od vesnice, na kraji lesa při cestě do Vyhnánova[6]
- Urbanův kříž z roku 1903, sv. od vesnice, v polích směrem k Vyhnánovu[6]
- Válečný kříž z roku 1915, u silnice v sz. části obce, vedle č. p. 33[6]